# Yana Lucila Lema Otavalo
Yana Lucila Lema Otavalo (Peguche, cantón Otavalo, Ecuador, 1974) es una periodista, escritora, poetisa y traductora ecuatoriana. Escribe en español y kichwa.

## Trayectoria
Yana Lucila Lema Otavalo creció en Peguche, una comunidad kichwa en el cantón Otavalo. Su idioma nativo es el quichua norteño, pero aprendió a escribirlo no hasta que estudió en la Universidad Central de Quito. Por más de siete años, trabajó como presentadora en el noticiario Kichwapi de RTS y después en el noticiario Willaykuna de Ecuador TV.
En 2016 publicó su cuento Chaska en kichwa y español, y en 2019, el poemario Tamyawan Shamukupani. Compiló también poemas: Hatun Taki – poemas a la madre tierra y a los abuelos publicado en 2013, Chawpi pachapi Arawikuna – nuestra propia palabra en 2014 y Ñawpa pachamanta purik rimaykuna – Antiguas palabras andantes en 2016.
Trabajó también para las organizaciones indígenas CONAIE, Ecuarunari y CONFENIAE. Trabajó como presentadora del noticiero Willaykuna de Ecuador TV.
Lema participó en ferias y festivales literarios en Quito, La Paz, La Habana, Guadalajara, Guayaquil, Medellín, Bogotá, México, Génova.
Lema es docente en la Universidad Central del Ecuador.

## Reconocimientos
En el concurso “Mujeres, Imágenes y Testimonios” en Cuenca, recibió como periodista el premio de publicación. En el “Tercer Festival de Cine y Vídeo de la Primeras Naciones de Abya Yala” recibió el premio en la categoría “Mejor video de Medicina Tradicional”. En 2020 recibió el reconocimiento “Mujeres del Bicentenario 2020” del Municipio de Guayaquil.

## Obras

### Cuentos
- 2016: Chaska. Quito: Santillana.

### Poesía
- 2019: Tamyawan shamukupani (“con la lluvia respetuosamente estoy viniendo”). Ciudad de Guatemala: Tujaal Ediciones.
- 2021: Kampa shimita yarkachini ("Tengo hambre de tu boca"). Quito: Kinti rikra

### Recopilaciones de poesía
- 2013: Hatun Taki: Poemas de la Madre Tierra y a los Abuelos. Quito: Ediciones Abya-Yala y Centro de Estudios sobre El Buen Vivir y Sumak Kawsay.
- 2016: Ñawpa pachamanta purik rimaykuna (Antiguas palabras andantes). Quito: Casa de la Cultura Ecuatoriana Benjamín Carrión, Dirección de Publicaciones.
- 2016: Chawpi Pachapi Arawikuna: Nuestra propia palabra. Quito: Editorial Abya-Yala.